# شابا گیمز
شابا گیمز (انگلیسی: Shaba Games) شرکت بازی ویدئویی آمریکایی است، که در سال ۱۹۹۷ تأسیس شد.